# توربرتو دوروتئو مندز
توربرتو دوروتئو مندز (انگلیسی: Norberto Doroteo Méndez; ۵ ژانویهٔ ۱۹۲۳ – ۲۲ ژوئن ۱۹۹۸) بازیکن فوتبال اهل آرژانتین بود.
از باشگاه‌هایی که در آن بازی کرده‌است می‌توان به باشگاه فوتبال اتلتیکو هوراکان، باشگاه فوتبال راسینگ کلوب آویاندا، و باشگاه فوتبال اتلتیکو تیگره اشاره کرد.
وی همچنین در تیم ملی فوتبال آرژانتین بازی کرده‌است.